# Örebro OpenArt
Örebro OpenArt is een biënnale voor hedendaagse, openbare kunst in de Zweedse stad Örebro. De eerste editie vond plaats in 2008 op initiatief van Mats Nilsson en Lars Jonnson. Sindsdien heeft er gemiddeld om de twee jaar een editie plaatsgevonden tijdens de zomer. Tijdens OpenArt worden zo'n 100 kunstwerken van lokale en internationale kunstenaars getoond, verspreid over de stad. Verschillende van de kunstwerken en installaties zijn sinds hun tentoonstelling tijdens Örebro OpenArt in het straatbeeld gebleven. OpenArt is de grootste biënnale voor openbare kunstwerken in Scandinavië.